# テプコケーブルテレビ
株式会社テプコケーブルテレビは、親会社である東京電力の送電線付近や東京外環自動車道の世帯に発生する、テレビ放送電波障害対策を営んでいたケーブルテレビ会社である。略称はT-CAT（ティーキャット）。

## 概要
主に送電線付近を範囲としていたため、埼玉県の市町および東京都の一部に跨っていた。これら地域の一部ではかつて、一般的な都市型ケーブルテレビの性格を持ち、多チャンネル放送やコミュニティチャンネル、インターネット接続、IP電話などの有償サービスも行っていたことがある。
2009年（平成21年）4月1日付けで会社新設分割し、主に埼玉県内で実施していた有償事業の全てと難視補償事業の一部を、新設した株式会社JCN関東に承継させた上で、同社の全株式をジャパンケーブルネット（JCN）に売却した。
以降、事業エリアは、東京電力の送電線建設による電波障害対策として難視補償対策地域にされた、関東や福島、新潟および静岡（東京電力管内）の施設としていた。
「地上アナログ放送の終了により使命を終えた」として、2013年（平成25年）3月31日をもって解散した。

## 沿革
- 1989年（平成元年）11月21日 - 株式会社テプコケーブルテレビが設立。
- 1990年（平成2年）
  - 3月26日 - 有線テレビジョン放送施設設置許可取得。
  - 4月1日 - 東京電設サービス株式会社（TDS）のテレビ共聴施設を借用し、順次開局。多チャンネル放送サービスを開始[注 1]。
- 1999年（平成11年）10月13日 - 第一種電気通信事業許可取得。
- 2000年（平成12年）4月1日 - TDSのテレビ共聴施設を借用し、インターネット接続サービス「CatNet」を開始。
- 2001年（平成13年）
  - 5月1日 - さいたま市発足に伴い、本社住所が「浦和市常盤9丁目31番17号」から「さいたま市常盤9丁目31番17号」に変更。
  - 7月1日 - TDSが吸収分割したテレビサービス部門を吸収合併。
  - 12月1日 - BSデジタル放送サービス（TM（複数TS伝送）方式）を開始。デジタル多チャンネル放送サービス（ISDB-C（リマックス）方式）を開始[注 2]。
- 2002年（平成14年）8月1日 - 本社を現在地に移転。
- 2003年（平成15年）4月1日 - さいたま市の政令指定都市指定に伴い、本社住所が「さいたま市常盤9丁目34番8号」から「さいたま市浦和区常盤9丁目34番8号」に変更。
- 2004年（平成16年）
  - 1月1日 - 地上デジタル放送サービス（64QAM方式）を開始。
  - 10月31日 - 北本営業センターを廃止。
  - 11月1日 - 北本市に県央支社を開設。
  - 12月1日 - 加須市エリア開局。050 IP電話サービス『ケーブルフォン』を開始。東京電力の「TEPCOひかり」を利用した「TEPCOひかりインターネットサービス（後の「ひかりoneTシリーズ」）」で「CatNet」を開始[注 3]。
- 2005年（平成17年）
  - 8月31日 - 坂戸営業センターおよび草加営業センターを廃止。
  - 9月1日 - 西支社（鶴ヶ島市）および南支社（草加市）を開設。越谷営業センターを越谷市市弥生町から同市神明町に移転。
  - 10月1日 - 春日部営業センターと越谷営業センターを統廃合。越谷市神明町に東支社を開設。
  - 12月1日 - 地上デジタル放送サービス（OFDM方式）を同一周波数で開始。
- 2006年（平成18年）
  - 4月1日 - 県央支社を北本市北本1丁目81番地に移転。
  - 12月1日 - KDDIのプライマリIP電話（0AB〜J IP電話）サービス「ケーブルプラス電話」を開始。
- 2007年（平成19年）
  - 2月26日 - デジタル多チャンネル放送サービス（ISDB-C（リマックス）方式）の上位配信元を日本デジタル配信（JDS）に変更[1][注 4]。
  - 10月1日 - 専用受信端末を用いた『緊急地震速報』を開始。東支社が越谷支社（越谷市神明町2丁目379番地）に改称。春日部支社（春日部市中央4丁目8番12号）を開設。
- 2008年（平成20年）
  - 9月30日 - 050 IP電話サービス『ケーブルフォン』を新規販売終了。アナログ多チャンネル放送サービスを一部地域で終了。
  - 11月1日 - アナログ多チャンネル放送サービス終了。
- 2009年（平成21年）
  - 3月31日 - 株式会社JCN関東への譲渡に伴い、有償事業と難視補償事業の一部を終了。
  - 4月1日 - 会社新設分割のため、継承会社の株式会社JCN関東を設立し、有償事業と難視補償事業の一部を譲渡[2][3][4]。同社の全株式をジャパンケーブルネット（JCN）に譲渡[5]。
- 2010年（平成22年）6月24日 - 村上明が代表取締役社長に就任。
- 2011年（平成23年）3月15日 - 山口幸雄が代表取締役社長に就任。
- 2013年（平成25年）3月31日 - 会社解散。

## 会社所在地
- 本社 - 埼玉県さいたま市浦和区常盤9丁目34番8号
- 栃木支社 - 栃木県宇都宮市馬場通り1丁目1番11号
- 群馬支社 - 群馬県前橋市新前橋町26番地の9
- 茨城支社 - 茨城県水戸市新原1丁目22番5号
- 千葉支社 - 千葉県千葉市若葉区都賀2丁目10番1号
- 埼玉支社 - 埼玉県さいたま市浦和区常盤9丁目34番8号（本社内）
- 多摩支社 - 東京都八王子市高倉町4番地の9
- 神奈川支社 - 神奈川県厚木市旭町1丁目24番13号
- 福島支社 - 福島県郡山市方八町1丁目2番10号
- 新潟支社 - 新潟県中魚沼郡津南町大字下船渡丁798番地の5